# Malci 2: Kako je Gru postao Gru
Malci 2: Kako je Gru postao Gru (eng. Minions: The Rise of Gru) je američki računalno-animirani film iz 2022. godine studija Illumination Entertainment i nastavak animiranoga hita, Malci, iz 2015. godine. Redatelji filma su Kyle Balda, distributerska kuća je Universal Pictures. Premijera filma bila je 1. srpnja 2022. godine u SAD-u.

## Pretpostavka
Smješten neposredno nakon događaja iz prvog filma, ovoga puta početkom 1970-ih, 12-godišnji Gru odrasta u predgrađu. Obožavatelj grupe superzlikovaca poznate kao Vicious 6, Gru kuje plan da postane dovoljno zao da im se pridruži. Kada Vicious 6 otpusti svog vođu, legendarnog borca Wild Knucklesa, Gru intervjuira kako bi postao njihov najnoviji član.
Ne ide dobro, a stvari se samo pogoršavaju nakon što im Gru ukrade dragi kamen uz pomoć Kevina, Stuarta, Boba, Otta i ostalih Miniona i odjednom se nađe kao smrtni neprijatelj vrhunca zla. U bijegu, Gru i Minions će se obratiti neobičnom izvoru za smjernice, samom Wild Knucklesu, i otkriti da čak i lošim dečkima treba mala pomoć njihovih prijatelja.

## Glavne uloge
- Pierre Coffin – Kevin, Stuart, Bob, Otto
- Steve Carell – Gru
- Taraji P. Henson – Belle Bottom
- Michelle Yeoh – Master Chow
- Jean-Claude Van Damme – Jean Clawed
- Lucy Lawless – Nunchuck
- Dolph Lundgren – Svengeance
- Danny Trejo – Stronghold
- Russell Brand – Dr. Nefario
- Julie Andrews – Marlena
- Alan Arkin – Wild Knuckles

## Hrvatska sinkronizacija
| Ime          | Engleska inačica | Hrvatska inačica |
| ------------ | ---------------- | ---------------- |
| Gru          | Steve Carell     | Rene Bitorajac   |
| Dr. Nefario  | Russell Brand    | Alen Šalinović   |
| Marlena Gru  | Julie Andrews    | Mirela Brekalo   |
| Valdo Kreč   | Alan Arkin       | Ervin Baučić     |
| Rakel Mrak   | Taraji P. Henson | Ana Begić        |
| Ekspert Chow | Michelle Yeoh    | Branka Cvitković |

### Ostali glasovi
- Duško Valentić
- Marko Cindrić
- Darko Janeš
- Mirta Zečević
- Ivan Tunica
- Boris Barberić
- Marko Juraga
- Mladen Vujčić
- Goran Malus
- Ivica Zadro
- Daniel Dizdar
- Noa Zelenko

### Sinkronizacija
- Sinkronizacija: Rubikon Sound Factory
- Prijevod i redateljica dijaloga: Lea Anastazija Fleger

## Unutarnje poveznice
- Illumination Entertainment
- Universal Pictures

## Vanjske poveznice
- Malci 2: Kako je Gru postao Gru u internetskoj bazi filmova IMDb-a (engl.)
- Malci 2: Kako je Gru postao Gru na Rotten Tomatoes (engl.)